# Teudis morenus
'Teudis morenus är en spindelart som först beskrevs av Cândido Firmino de Mello-Leitão 1941.  
Teudis morenus ingår i släktet Teudis och familjen spökspindlar. Inga underarter finns listade i Catalogue of Life.